# Mansuphantes auruncus
Espèce
Synonymes
- Lepthyphantes auruncus Brignoli, 1979

Mansuphantes auruncus est une espèce d'araignées aranéomorphes de la famille des Linyphiidae.

## Distribution
Cette espèce est endémique du Latium en Italie,. Elle se rencontre dans la grotte grotta di Valmarino.

## Publication originale
- Brignoli, 1979 : Ragni d'Italia XXXI. Specie cavernicole nuove o interessanti (Araneae). Quaderni Periodico del museo di speleologia "V. Rivera" vol. 5, no 10, p. 1-48.